# اندریاس مولر
اندریاس مولر(به آلمانی: Andreas Möller) (زاده ۲ سپتامبر ۱۹۶۷ در فرانکفورت) او از نسل طلایی دهه ۹۰ آلمان بود، یعنی زمانی که هافبک‌های عالی و پرقدرت در تیم ملی آلمان بیش از حد زیاد شده بودند. اما با قد یک مترو هشتادویک سانت و وزن ۷۵ کیلو خودش رو به عنوان هافبک هجومی ثابت تیم ملی معرفی کرد. مولر یکی از بازیکنان آلمان است که تقریباً تمامی جامهارا کسب کرده‌است.

## دوران باشگاهی

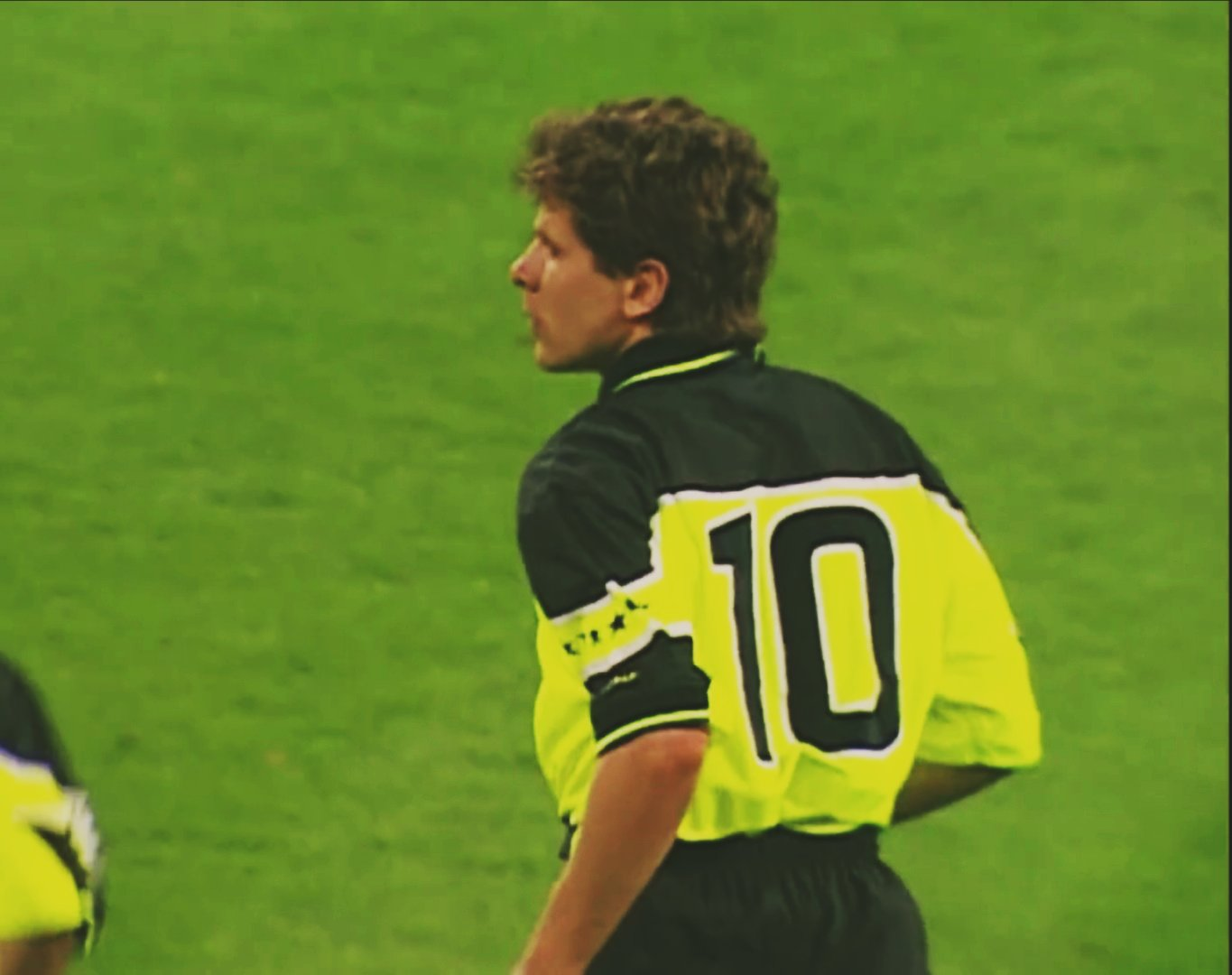
مولر در پیراهن دورتموند

اندی مولر فوتبال رو در تیم اینتراخت فرانکفورت آغاز کرد و در همین تیم هم به پایان برد. اولین بازی او تنها در روز پایانی فصل ۱۹۸۵/۱۹۸۶ در ۲۶ آوریل ۱۹۸۶ در برابر هامبورگ بود که به شکست ۰–۱ ختم شد. مولر ۳ دوره در فرانکفورت بازی کرد و در مجموع در ۱۱۵ بازی برای تیم شهر زادگاهش، ۳۳ گل به ثمر رساند. مولر بعد از شروع موفق با فرانکفورت و کسب عنوان برترین بازیکن جوان آلمان به بوروسیا دورتموند پیوست، سپس دوباره به فرانکفورت برگشت تا در سال ۹۲ مورد توجه یوونتوس قرار گرفت در ان سال‌ها سران یوونتوس دست به خرید ستارگان المانی زدند و یورگن کولر و توماس هاسلر و اندریاس مولر رو به خدمت گرفتن البته ایتالیایی‌ها قصد داشتند اندی رودر کنار هاسلر قرار بدند تا یووه بتونه خط میانه موفق آلمان رو داشته باشه. اندی دو فصل در یوونتوس بازی کرد و دو بار نایب قهرمان سری ا با یوونتوس بدست آورد و توانست با این تیم جام یوفا را فتح کند و با ۴ گل زده کمک زیادی به قهرمانی یوونتس در جام یوفا کند اما هاسلر با مدیران یووه به مشکل برخورد و همین اتفاق یکسال بعد هم برای مولر افتاد تا بعد از کسب جام یوفااو نیز به وطن برگردد.

### درو کردن جامها بابوروسیا دورتموند
بعد از بازگشت، دوباره به زردپوشان دورتمند پیوست و زیر نظر اوتمار هیتسفیلد شروع به درو کردن جام‌ها کردند مولر به همراه ستارگان ان زمان دورتمند همچون ماتیاس سامر ٫ یورگن کولر ٫ کارل هاینز ریدل ٫ استفان رویتر ٫ میشائیل زورک ٫ لارس ریکن، استفان چاپیوسات و پاتریک برگر توانستد دو بار پشت سر هم قهرمان بندسلیگا و در فصل ۱۹۹۶/۱۹۹۷ دورتمندی‌ها موفق شدند در فینال جام باشگاه‌های اروپا با درخشش ریکن و ریدله یوونتوس رو با نتیجه ۳–۱ از پیش رو بردارند. بدین شکل اندی توانست انتقام دوران سختش در تورین رو از یوونتوسی‌ها بگیرد دورتمند هم مثل یووه تصمیم گرفت دوست صمیمی مولر رو به وست فالن بیاره تا بتونه زوج میانی تیم ملی آلمان رو تشکیل بده. منتها اینبار هاسلر بود که به توصیه مولر به این باشگاه پیوست. اما با روی کار آمدن یک مربی عقده‌ای به نام می‌شاییل اسکیبه در این تیم هردوی این بازیکنان بخاطر کم لطفی این مربی در اوج محبوبیت از دورتمند جدا شدند.

### یاغی نابخشودنی
یکی از بزرگ‌ترین بازی سازان آلمان با پیوستن به شالکه ۰۴ در سال ۲۰۰۰ خشم هواداران بوروسیا دورتموند را بر انگیخت. مولر که به همراه دورتموند فاتح جام قهرمانان باشگاه‌های اروپا شده بود علی‌رغم بدگمانی هواداران نسبت به وفاداری او فصل موفقی را به همراه تیم شالکه ۰۴ سپری کرد. فتح جام حذفی آلمان در دو سال پیاپی و به ثمر رساندن گل در دیدار فینال ۲۰۰۲ مقابل بایر لورکوزن از جمله این افتخارات است. بعد از کسب جام‌های حذفی با شالکه به فرانکفورت برگشت و به فوتبالش پایان داد. او در طی دوران باشگاهی مجموعاً ۴۸۹ بازی انجام داد و ۱۲۹ گل به ثمر رسوند تا با آمار نزدیک به هر ۴ بازی یک گل، بدل به یکی از بهترین هافبک‌های هجومی تاریخ آلمان شود.

## دوران ملی
مولر در سال ۱۹۸۸ اولین بار به تیم ملی دعوت شد و در جام ۹۰ در بین ذخیره‌های آلمان بود و به همراه المان قهرمان جام جهانی شد اما از یورو۹۲ درخشش رو در خط میانه شروع کرد و اوج بازیهاش رو در یورو ۹۶ به نمایش گذاشت. مولر در اولین دیدار آلمان در یورو ۹۶ با شوتی زیبا دروازه چکهارو باز کرد و در بازی نیمه نهایی مقابل میزبان بازوبندرو در نبود کلینزمن به بازو بست و با یک بازی محکم و مقتدر به دیدار پنالتی‌ها رفت. انگلیسی‌ها ضربات رو شروع کردند هردو تیم ۵ ضربه اول رو به گل تبدیل کردند. پنالتی‌های آلمان رو به ترتیب هاسلر، اشترونز، رویتر، زیگه و کونتز تبدیل به گل کردند اما ضربه ششم انگلیسی‌ها توسط کوپکه مهار شد و نوبت به اندی شوتزن رسید. مولر با خونسردی توپ رو کاشت و پنالتی رو با تمام قدرت به سقف دروازه انگلیس کوبید. اما چیزی که بعد از اون برد باعث غرور آلمان‌ها شد، حرکت اندی مولر بود که در ورزشگاه ویمبلی به سمت طرفداران انگلیسی دوید و سینه رو سپر کرد و ثابت، باغرور و با صلابت ایستاد. اون شب می‌شد فوران امواج تنفر انگلیسی‌ها رو از شیشه تلویزیون هم احساس کرد.
پرتاب اشیاء مختلف به سمت مولر نشانگر خشم پایان ناپذیر انگلیسی‌ها بود اما اندی همچنان سینه سپر کرده و ایستاده بود تا اینکه سنگینی یارانش رو روی کمرش احساس کرد. از اون به بعد اندریاس مولر و این حرکتش تبدیل به خاری در چشم انگلیسی‌ها شد تا هر وقت از حذف تیم مقتدرشون در خانه یاد می‌کنند ابراز تنفرشون از مولر رو هم یادآور شوند که چجوری انگلیسی‌ها رو به مسخره گرفت و در فینال با شکست چک اسلوواکی قهرمان اروپا شدند.
بعد از اون بازی چهار انگلیسی از فرط ننگ و غصه از صخره خودشو به پایین پرتاب کرده و خودکشی کردند.

## دوران بازنشستگی
مولر در حال حاضر و در ۵۲ سالگی به عنوان مدیر و مشاور در دو تیم دسته پایین آلمان یعنی ویکتوریا آسشافنبرگ و کیکرز اوفنباخ فعالیت میکنه.

## افتخارات
- ۲ بار قهرمان بوندسلیگا: در سال‌های ۱۹۹۵ و ۱۹۹۶ با دورتمند
- ۳ بار قهرمان جام حذفی: در سال ۱۹۸۹ با دورتمند و در سال‌های ۲۰۰۰ و ۲۰۰۱ با شالکه ۰۴
- ۲ بار قهرمان سوپرجام: در سال‌های ۱۹۹۵ و ۱۹۹۶ با بوروسیا دورتموند
- ۱ بار قهرمان جام یوفا: در سال ۱۹۹۳ با یوونتوس
- ۱ بار قهرمان جام باشگاه‌های اروپا: در سال ۱۹۹۷ با دورتمند
- ۱ بار قهرمان جام بین قاره‌ای: در سال ۱۹۹۷ با دورتمند
- ۱ بار قهرمان جام جهانی: در سال ۱۹۹۰ با آلمان
- ۱ بار قهرمان جام ملت‌های اروپا: در سال ۱۹۹۶ با آلمان